# Lithobius peregrinus
Lithobius peregrinus är en mångfotingart som beskrevs av Robert Latzel 1880. Lithobius peregrinus ingår i släktet Lithobius och familjen stenkrypare. Inga underarter finns listade i Catalogue of Life.